# Калоев, Георгий Александрович
Георгий Александрович Калоев (1916—1987) — советский офицер, участник Великой Отечественной войны. В годы войны — командир батальона 302-го гвардейского стрелкового полка 100-й гвардейской стрелковой дивизии. В послевоенные годы — командир 381-го и 350-го гвардейских парашютно-десантных полков.

## Биография
Родился в станице Весёлая (ныне село Весёлое) Моздокского района Северной Осетии 7 ноября 1916 года. В возрасте двух лет остался без родителей, умерших от тифа. Воспитывался в детском доме во Владикавказе (тогда Орджоникидзе), затем учился в педагогическом институте, Орджоникидзевском пехотном училище. После окончания учёбы в Орджоникидзе проходил службу в пехотном училище в Буйнакске, где стал начальником учебной части курсантского батальона.
С первых дней Великой Отечественной войны Георгий Калоев рвался на фронт, но его рапорты отклонялись — ведь нужно было учить новых курсантов. С декабря 1942 года Георгий Калоев в действующей армии — он был назначен командиром диверсионного отряда целью которого было максимальное нанесение урона противнику и блокирование вывоза хлеба из Моздока. За успешное выполнение задания командования он был награждён орденом Красной Звезды и звание капитана. Затем он командовал воздушно-десантной ротой особого назначения, был командиром учебного, а затем и стрелкового батальона. Воевал на Закавказском, Северо-Кавказском, Карельском, 3-м Украинском фронтах.
В годы войны Георгий Калоев участвовал в разведывательно-диверсионной поисковой операции в районе города Моздок на Кавказе в 1942 году, в десантной операции в районе Новороссийска, в боях на Малой земле, в обучении младших командиров в учебном батальоне и боях в Карелии в 1943—1944 годах,
в Ясско-Кишиневской операции и освобождении Румынии в 1944 году, в боях в Венгрии, Австрии, в освобождении Вены — в 1945 году.
После войны Калоев продолжал службу в воздушно-десантных войсках, в 1948 году окончил Высшие офицерские курсы ВДВ, в 1956 году — курсы «Выстрел». С 1954 по 1960 год командир 381-го, затем 350-го парашютно-десантных полков. В 1973 году вышел в запас в звании полковника и жил во Владикавказе.

Могила Калоева

Умер Георгий Александрович 22 апреля 1987 года. Похоронен на Аллее Славы во Владикавказе. Его могила является памятником истории культурного наследия федерального значения.  
28 апреля 1945 был издан Указ, в котором говорилось: "За образцовое выполнение боевых заданий командования и проявленные при этом отвагу и геройство присвоить звание Героя Советского Союза с вручением ордена Ленина и медали "Золотая Звезда" гвардии капитану Калоеву Георгию Александровичу".
Георгий Калоев награждён  орденом Ленина (28.04.1945), орденами Отечественной войны 1-й (06.04.1985) и 2-й (17.04.1943) степеней, Красной Звезды (05.11.1954), «Знак Почёта» (30.10.1967), медалями.

## Подвиг
Георгий Александрович Калоев в апреле 1945 года умело организовал действия вверенного ему батальона в боях при освобождении Вены. 5 апреля 1945 года ночью батальон разгромил гарнизон противника в предместье Вены Винер-Нойдорфе, уничтожив около сотни гитлеровцев и захватив авиационный завод и 25 исправных самолётов.
11 апреля 1945 года батальон Калоева ворвался в Вену, уничтожив в уличных боях до 600 гитлеровцев, форсировал судоходный канал и захватил плацдарм, чем содействовал успеху боевых действий дивизии.

## Память
- Именем Георгия Калоева названа одна из улиц в его родном селе, а также средняя общеобразовательная школа этого села.
- В городе Раменское, где происходило формирование 100-й гвардейской воздушно-десантной дивизии в честь Героев-десантников Калоева названа улица[2].